# Championnats de France de triathlon longue distance 2007
Navigation
Édition précédente Édition suivante
Cet article présente les résultats du Championnats de France de triathlon longue distance 2007, qui a eu lieu à Gérardmer le dimanche 8 septembre 2007.

## Championnat de France de triathlon longue distance 2007

### Résultats

#### Homme
|        | Triathlète      | Temps           |
| ------ | --------------- | --------------- |
| Or     | Stéphan Bignet  | 6 h 16 min 21 s |
| Argent | Charly Loisel   | 6 h 20 min 31 s |
| Bronze | Gilles Reboul   | 6 h 21 min 32 s |
| 4      | Hervé Faure     | 6 h 25 min 36 s |
| 5      | Benjamin Pernet | 6 h 33 min 41 s |
| 6      | Benoit Angueux  | 6 h 38 min 33 s |
| 7      | Simon Billeau   | 6 h 44 min 51 s |

#### Femme
|        | Triathlète         | Temps           |
| ------ | ------------------ | --------------- |
| Or     | Delphine Pelletier | 7 h 16 min 30 s |
| Argent | Audrey Cléau       | 7 h 30 min 37 s |
| Bronze | Estelle Patou      | 7 h 38 min 53 s |
| 4      | Estelle Leroi      | 7 h 43 min 23 s |
| 5      | Virginie Pilat     | 7 h 48 min 34 s |
| 6      | Sabrina Godard     | 7 h 50 min 46 s |